# Michael Göhner
Michael Göhner né le 13 juin 1980 à Reutlingen en Allemagne est un triathlète professionnel, il remporte le Challenge Roth en 2009.

## Biographie
Michael Göhner termine en 1999  des études et une formation dans la finance. Il commence sa carrière sportive en 1996 par la pratique de la course de fond. En 1997, il remporte le championnat national de course sur route dans la catégorie jeune. Marathonien, il termine le marathon de Berlin en 2011 avec un temps de 2 h 23 min 35 s. À partir de 2004, il se tourne vers le triathlon et le duathlon et entame une carrière professionnelle dans ces spécialités à partir de 2006 au sein de l'équipe TSG Reutlingen. 
Ses premiers bons résultats sont enregistrés en 2005 lors du Challenge Roth, avec un temps de 8 h 21 min 34 s et lors de sa première année en professionnel où il remporte de nombreuses victoires sur des compétitions plus secondaires et sur courte distance. Il prend également la 5e place lors de l'Ironman Francfort et obtient sa première qualification en professionnel pour la finale du championnat du monde à Kona (Hawaï), où il termine 34e. Cette même année, il remporte le championnat national allemand de duathlon.
L'année suivante en 2007, il remporte sa première victoire internationale lors de l’Ironman 70.3 de Saint Pölten en Autriche et prend la seconde place de l'Ironman Francfort qui le qualifie de nouveau pour l'épreuve d'Hawaï. 2008 est une année de moindre réussite, des blessures le poussent à l'abandon sur plusieurs compétitions. En 2009, il remporte sa première victoire sur distance Ironman en gagnant le Challenge Roth avec un temps sous la barre des huit heures. Dans l'hiver 2014, il gagne son quatrième titre national de triathlon d'hiver.
En 2014 Michael Göhner fait partie de l’équipe LG Steinlach. Il vit à Kirchentellinsfurt, est marié et a deux enfants.

## Palmarès
Le tableau présente les résultats les plus significatifs (podium) obtenus sur le circuit national et international de triathlon depuis 2007.
| Année | Compétition                                           | Pays           | Position           | Temps           |
| ----- | ----------------------------------------------------- | -------------- | ------------------ | --------------- |
| 2016  | Inferno Triathlon                                     | Suisse         | Médaille de bronze | Timing          |
| 2013  | Ironman Pays-de-Galles                                | Royaume-Uni    | Médaille de bronze | 9 h 19 min 1 s  |
| 2013  | Ironman 70.3 Berlin                                   | Allemagne      | Médaille d'argent  | 3 h 51 min 30 s |
| 2012  | Ironman Wisconsin                                     | États-Unis     | Médaille de bronze | 8 h 54 min 53 s |
| 2012  | Ironman 70.3 Majorque                                 | Espagne        | Médaille d'argent  | 4 h 10 min 11 s |
| 2011  | Ironman Allemagne                                     | Allemagne      | Médaille de bronze | 8 h 20 min 26 s |
| 2009  | Championnats d'Allemagne de triathlon longue distance | Allemagne      | Médaille d'or      | 7 h 55 min 53 s |
| 2009  | Challenge Roth                                        | Allemagne      | Médaille d'or      | 7 h 55 min 53 s |
| 2009  | Ironman Afrique du Sud                                | Afrique du Sud | Médaille d'argent  | 8 h 32 min 1 s  |
| 2007  | Ironman Allemagne                                     | Allemagne      | Médaille d'argent  | 8 h 11 min 50 s |
| 2007  | Ironman 70.3 Autriche                                 | Autriche       | Médaille d'or      | 3 h 54 min 49 s |

| Année | Compétition                                   | Pays      | Position      | Temps          |
| ----- | --------------------------------------------- | --------- | ------------- | -------------- |
| 2014  | Championnats d'Allemagne de triathlon d'hiver | Allemagne | Médaille d'or | 1 h 6 min 28 s |
| 2013  | Championnats d'Allemagne de triathlon d'hiver | Allemagne | Médaille d'or | Timing         |
| 2011  | Championnats d'Allemagne de triathlon d'hiver | Allemagne | Médaille d'or | 1 h 4 min 18 s |
| 2007  | Championnats d'Allemagne de triathlon d'hiver | Allemagne | Médaille d'or | Timing         |